# Janneta Metallidi
Janneta Lazarevna Metallidi (en russe : Жанна Лазаревна Металлиди ; née à Léningrad le 1er juin 1934 et morte le 7 juin 2019 dans la même ville (Saint-Pétersbourg)) est une compositrice et pédagogue soviétique puis russe.

## Biographie
Janneta Metallidi étudie la composition avec Galina Oustvolskaïa à Léningrad et avec Oreste Alexandrovitch Iévlachov (ru) au Conservatoire de Léningrad.
Après avoir terminé ses études, elle travaille à l'Institut dramatique de Léningrad comme accompagnatrice et commence à composer de la musique de scène pour le théâtre. En 1960, elle prend un poste d'enseignante dans une école de musique pour enfants et compose dans d'autres genres,.

## Œuvres
Janneta Metallidi a composé pour des orchestres, des orchestres de chambre, de la musique concertante (concertos pour flûte, pour violon, pour trompette), de la musique de chambre (sonates pour violon, pour trombone avec piano) et de la musique pour chœur. Elle est connue pour sa musique pour enfants. Les œuvres sélectionnées incluent :
- Romances, cycle de mélodies (1973)
- Siuita (1975)
- Smeyantsi, cantate pour chœur d'enfants, percussion, piano (1981)
- Strana (Valyay forsi!) (Le pays (fanfaron, passe devant !), musical (1989)
- Tarakanishche (Le cafard), opéra (1992)